# Le Mériot
Le Mériot és un municipi francès situat al departament de l'Aube i a la regió del Gran Est. L'any 2007 tenia 558 habitants.

## Demografia

### Població
El 2007 la població de fet de Le Mériot era de 558 persones. Hi havia 214 famílies de les quals 44 eren unipersonals (20 homes vivint sols i 24 dones vivint soles), 67 parelles sense fills, 99 parelles amb fills i 4 famílies monoparentals amb fills.
La població ha evolucionat segons el següent gràfic:
Habitants censats

### Habitatges
El 2007 hi havia 268 habitatges, 214 eren l'habitatge principal de la família, 43 eren segones residències i 11 estaven desocupats. 261 eren cases i 1 era un apartament. Dels 214 habitatges principals, 177 estaven ocupats pels seus propietaris, 24 estaven llogats i ocupats pels llogaters i 13 estaven cedits a títol gratuït; 1 tenia una cambra, 10 en tenien dues, 30 en tenien tres, 63 en tenien quatre i 110 en tenien cinc o més. 159 habitatges disposaven pel capbaix d'una plaça de pàrquing. A 90 habitatges hi havia un automòbil i a 115 n'hi havia dos o més.

### Piràmide de població
La piràmide de població per edats i sexe el 2009 era:
| Homes | Edats   | Dones |
| ----- | ------- | ----- |
| 0     | 95 o +  | 0     |
| 0     | 90 a 94 | 0     |
| 4     | 85 a 89 | 0     |
| 4     | 80 a 84 | 4     |
| 4     | 75 a 79 | 8     |
| 20    | 70 a 74 | 16    |
| 12    | 65 a 69 | 4     |
| 8     | 60 a 64 | 8     |
| 8     | 55 a 59 | 24    |
| 8     | 50 a 54 | 4     |
| 24    | 45 a 49 | 12    |
| 20    | 40 a 44 | 20    |
| 24    | 35 a 39 | 12    |
| 12    | 30 a 34 | 40    |
| 12    | 25 a 29 | 12    |
| 8     | 20 a 24 | 4     |
| 16    | 15 a 19 | 4     |
| 40    | 10 a 14 | 20    |
| 28    | 5 a 9   | 16    |
| 8     | 0 a 4   | 20    |

## Economia
El 2007 la població en edat de treballar era de 350 persones, 279 eren actives i 71 eren inactives. De les 279 persones actives 257 estaven ocupades (142 homes i 115 dones) i 22 estaven aturades (8 homes i 14 dones). De les 71 persones inactives 23 estaven jubilades, 24 estaven estudiant i 24 estaven classificades com a «altres inactius».

### Ingressos
El 2009 a Le Mériot hi havia 214 unitats fiscals que integraven 580 persones, la mediana anual d'ingressos fiscals per persona era de 19.058 €.

### Activitats econòmiques
Dels 13 establiments que hi havia el 2007, 1 era d'una empresa extractiva, 1 d'una empresa alimentària, 1 d'una empresa de fabricació d'altres productes industrials, 1 d'una empresa de construcció, 3 d'empreses de comerç i reparació d'automòbils, 1 d'una empresa de transport, 2 d'empreses d'hostatgeria i restauració, 1 d'una empresa immobiliària, 1 d'una empresa de serveis i 1 d'una entitat de l'administració pública.
L'únic servei als particulars que hi havia el 2009 era una lampisteria.
L'únic establiment comercial que hi havia el 2009 era una carnisseria.
L'any 2000 a Le Mériot hi havia 9 explotacions agrícoles.

## Equipaments sanitaris i escolars
El 2009 hi havia 1 escola maternal i 1 escola elemental.

## Poblacions més properes
El següent diagrama mostra les poblacions més properes.